# Ponto dos Volantes
Ponto dos Volantes – miasto i gmina w Brazylii, w stanie Minas Gerais.